# Frangula grandifolia
Frangula grandifolia là một loài thực vật có hoa trong họ Táo. Loài này được (Fisch. & C.A.Mey) Grubov mô tả khoa học đầu tiên năm 1949.